# Сандаун (Міссурі)
Сандаун (англ. Sundown) — переписна місцевість (CDP) в США, в окрузі Озарк штату Міссурі. Населення — 62 особи (2020).

## Географія
Сандаун розташований за координатами 36°33′57″ пн. ш. 92°38′17″ зх. д. / 36.56583° пн. ш. 92.63806° зх. д. (36.565781, -92.638035).  За даними Бюро перепису населення США в 2010 році переписна місцевість мала площу 2,81 км², уся площа — суходіл.

## Демографія
Згідно з переписом 2010 року, у переписній місцевості мешкало 48 осіб у 26 домогосподарствах у складі 18 родин. Густота населення становила 17 осіб/км².  Було 42 помешкання (15/км²).
Расовий склад населення:
| - 95,8 % — білих - 2,1 % — осіб інших рас |

До двох чи більше рас належало 2,1 %. Частка іспаномовних становила 2,1 % від усіх жителів.
За віковим діапазоном населення розподілялося таким чином: 2,1 % — особи молодші 18 років, 54,1 % — особи у віці 18—64 років, 43,8 % — особи у віці 65 років та старші. Медіана віку мешканця становила 63,5 року. На 100 осіб жіночої статі у переписній місцевості припадало 108,7 чоловіків;  на 100 жінок у віці від 18 років та старших — 104,3 чоловіків також старших 18 років.
Середній дохід на одне домашнє господарство  становив 44 767 доларів США (медіана — 53 125), а середній дохід на одну сім'ю — 53 814 долари (медіана — 53 125). 
Цивільне працевлаштоване населення становило 10 осіб. Основні галузі зайнятості: роздрібна торгівля — 50,0 %.